# Aéroport d'Agadir-Al Massira
Pour les articles homonymes, voir Al Massira et AGA.
L'aéroport Agadir - Al Massira (code IATA : AGA • code OACI : GMAD) est un aéroport international qui dessert la ville d'Agadir, au Maroc.
C'est le troisième aéroport marocain par le volume de trafic, avec 2 304 045 passagers en 2023.

## Historique
Nommé d'après la marche verte, ce nouvel aéroport a remplacé celui d'Agadir-Inezgane enclavé dans la ville, qui est devenu une base aérienne militaire.
Construit par Bouygues dans la foulée de la mosquée Hassan II et avec la société marocaine MATRAP, pour un montant de 850 millions de francs, l'aéroport a été inauguré le 19 décembre 1991.

## Situation

### Carte des aéroports du Maroc
| \| 100 km1:10 004 000 \| Ouezzane Agadir Al Hoceima Meknès Béni Mellal Bouarfa Casablanca-Tit Mellil Casablanca-Mohammed V Errachidia Essaouira Fès Guelmim Ifrane Kénitra Khouribga Marrakech Nador Ouarzazate Oujda Rabat-Salé Tanger Zagora Tan-Tan Tarfaya Tétouan Benslimane Sidi Slimane Inezgane Ben Guerir Taroudant Taza |
| 100 km1:10 004 000 |

## Infrastructure et équipements
L'aéroport dispose d'un terminal d'une superficie de 26 550 m2, ayant une capacité de 3 millions passagers par an, d'un parking avions de 19,4 ha et d'un parking voitures de 2,5 ha.

## Grands Projets: Aéroport Agadir Al Massira
Le projet vise à porter la capacité d’accueil à 4,4 Millions passagers par an au lieu de 1,4 millions de passagers / an (après Quick wins) pour un investissement de 1 492 MDH.
Le projet de développement consiste en : 

### Bâtiment Aérogare
- Développement du bâtiment via une extension du terminal passager d’une superficie de 45 000 m² ;
- Réaménagement de l’aérogare existante d’une superficie de 25 000 m² ;
- Aménagement extérieur permettant le dédoublement de la capacité du parking véhicules (2400 places).

L’extension et le réaménagement de l’aérogare existante permettront de positionner les modules aéroportuaires comme suit :
- Au Niveau sous-sol : le Système de traitement bagages
- Au RDC : L’Enregistrement International et Domestique, PAF arrivée International et Domestique et Livraison Bagages
- Au niveau RDC+1 : Débarquement International
- Au niveau RDC+2 : Salle d’embarquement international et PAF départ

### Infrastructure côté piste
Extension du parking avions d’une superficie de 47 000 m² pour atteindre 22 postes avions et une nouvelle bretelle de liaison pour permettre le stationnement avion à l’horizon 2040.

## Accès à l'aéroport

### Par route
L'aéroport est relié à Agadir par la Nationale 10, qui été tranformée en voie-express depuis 2003.
L'aéroport est récemment relié par la nouvelle rocade d'Agadir.

### Par taxi
La station de taxis se trouve à la sortie du terminal des arrivées. Les taxis sont disponibles 24 heures/24 et 7 jours/7 et sont identifiables à leur enseigne et à leur numéro de taxi. La durée du trajet est de 20 minutes entre l'aéroport et le centre-ville d'Agadir et coûte 150 MAD (200 MAD après 19 h).

### Par navette de bus
Depuis juillet 2023, ALSA, société délégataire du transport urbain en commun, a lancé la ligne directe L-AE entre le point d'échange "La Vallée des Oiseaux" au centre-ville d'Agadir & l'aéroport en passant via la zone balnéaire & Inezgane avec une fréquence d'un bus toutes les 60 minutes. Le tarif est fixé à 50,00 MAD aller simple & 80,00 MAD aller-retour.
Par ailleurs, l'aéroport est desservi par les Bus no 37 qui font le trajet Aéroport-Inezgane. La ville d'Inezgane est par ailleurs reliée au centre-ville d'Agadir par les bus no 20, no 24 et no 28. Le service de navette de l'aéroport d'Agadir   propose des minibus 9 places pour les transports vers le centre-ville, les hôtels, les golfs et les autres villes du Maroc.

## Trafic
C'est le troisième aéroport marocain par le volume de trafic avec 1 922 344 passagers en 2018.

### En graphique
Le graphique qui aurait dû être présenté ici ne peut pas être affiché car il utilise l'ancienne extension Graph, désactivée pour des questions de sécurité. Des indications pour créer un nouveau graphique avec la nouvelle extension Chart sont disponibles ici.

Voir la requête brute et les sources sur Wikidata.

### En tableau
| 2003             | 2004                | 2005                | 2006               | 2007               | 2008               | 2009               | 2010                | 2011               | 2012               | 2013               | 2014               | 2015               | 2016               | 2017                | 2018                | 2019      | 2020    | 2021    | 2022      | 2023      | 2024      |
| ---------------- | ------------------- | ------------------- | ------------------ | ------------------ | ------------------ | ------------------ | ------------------- | ------------------ | ------------------ | ------------------ | ------------------ | ------------------ | ------------------ | ------------------- | ------------------- | --------- | ------- | ------- | --------- | --------- | --------- |
| 975 181 · 4,36 % | 1 160 127 · 18,97 % | 1 313 919 · 13,41 % | 1 433 353 · 8,94 % | 1 497 039 · 4,44 % | 1 455 194 · 2,80 % | 1 446 735 · 0,58 % | 1 627 485 · 11,76 % | 1 516 247 · 6,48 % | 1 384 931 · 8,66 % | 1 479 341 · 6,82 % | 1 467 447 · 0,80 % | 1 407 945 · 4,08 % | 1 334 173 · 5,24 % | 1 544 244 · 15,75 % | 1 922 344 · 24,48 % | 2 008 465 | 587 633 | 605 048 | 1 774 860 | 2 304 045 | 3 100 000 |

Par ailleurs, la ligne aérienne Agadir-Casablanca est la première ligne aérienne nationale au Maroc en nombre de passagers avec un trafic de 307 306 passagers en 2008.

## Compagnies aériennes et destinations
| Compagnies              | Destinations |
| ----------------------- | --- |
| Air Arabia Maroc        | Fès-Saïss, Rabat-Salé, Tanger |
| airBaltic               | En saison : Riga |
| Binter Canarias         | Las Palmas/Gran Canaria |
| Bulgaria Air            | En saison charter : Sofia-Vrajdebna |
| Condor                  | En saison : Berlin-Brandebourg, Düsseldorf, Francfort, Hambourg-H.-Schmidt, Munich-F. J. Strauß |
| easyJet                 | Lisbonne-H. Delgado, Londres-Gatwick, Londres-Luton, Nice-Côte d'Azur En saison : Glasgow, Lyon-Saint-Exupéry, Manchester, Paris-Charles de Gaulle |
| easyJet Switzerland     | Bâle-Mulhouse, Genève-Cointrin |
| Edelweiss Air           | En saison : Zurich |
| Eurowings               | En saison : Düsseldorf |
| Luxair                  | En saison : Luxembourg-Findel |
| Royal Air Maroc         | Casablanca-Mohammed-V, Dakhla, Laâyoune - Hassan 1er, Paris-Orly |
| Royal Air Maroc Express | Casablanca-Mohammed-V |
| Ryanair                 | - Bergame-Orio al Serio, - Charleroi Bruxelles-Sud, - Cracovie-Jean-Paul II, - Dublin, - Francfort-Hahn, - Londres-Stansted, - Madrid-Barajas, - Manchester, - Marseille-Provence, - Nantes-Atlantique, - Paris-Beauvais, - Perpignan, - Porto-F. Sá-Carneiro, - Strasbourg, - Ténériffe-Sud Reine Sofia, - Toulouse-Blagnac, - Valence, - Weeze, - Wrocław-N. Copernic En saison : Lisbonne-H. Delgado |
| Scandinavian Airlines   | En saison : Copenhague-Kastrup, Stockholm-Arlanda |
| Transavia France        | Lyon-Saint-Exupéry, Nantes-Atlantique, Paris-Orly, Rennes-Saint-Jacques (débute le 22 octobre 2025) |
| TUI Airways             | Birmingham, Londres-Gatwick, Manchester |
| TUI fly Belgium         | Bruxelles-National, Lille Lesquin , Paris-Orly |
| Vueling                 | Paris-Orly |
| Wizz Air                | En saison : Londres-Gatwick, Varsovie-Chopin |

Édité le 11/04/2018  Actualisé le 2/08/2023

## Impact environnemental
Comme tous les aéroports, cette infrastructure est source de pollution sonore, de dérangement, de pollutions diverses et d'émissions de gaz à effet de serre (au décollage surtout).
Sa construction a contribué à la régression de l'arganeraie quasiment endémique du Maroc. 
Alors qu'elle régresse en superficie et surtout en densité sur tout son territoire : elle est passée en 50 ans de 100 arbres/ha à 30 arbres/ha, tandis que les superficies couvertes régressaient en moyenne de 600 ha par an, la construction de l'aéroport et de son réseau routier (route le reliant à Agadir) ont détruit plus de 1000 hectares des plus beaux massifs forestiers d'arganier d’Admin et de Mseguina.